# Петар Романовски
Петар Арсенијевич Романовски (рус. Пётр Арсеньевич Романовский; Санкт Петербург, 29. јул 1892 — Москва, 1. март 1964) је био совјетски шахиста и аутор више дела о шаху.

## Шаховска каријера
Након што је на првом првенству СССР заузео 2. место (иза Александра Аљехина), Романовски је још седам пута учествовао на првенствима СССР (1923, 1924/25, 1927, 1933, 1939. и 1945) и два пута је био први (1923. и 1927).
Године 1933, на турниру лењинградских мајстора, поделио је са Михаилом Ботвиником 1-2 место.
Романовски је после револуције један од организатора шаховског живота у Совјетском Савезу. Истакао се педагошким радом на усавршавању младих шахиста, од којих су касније многи постигли највеће успехе.